# Pristimantis urichi
Pristimantis urichi är en groddjursart som först beskrevs av Boettger in Mole och Urich 1894.  Pristimantis urichi ingår i släktet Pristimantis och familjen Strabomantidae. IUCN kategoriserar arten globalt som starkt hotad. Inga underarter finns listade i Catalogue of Life.